# The Creation
The Creation waren eine englische Beat-Gruppe der 1960er Jahre.

## Bandgeschichte
Gegründet wurde die Gruppe 1963 unter dem Namen Blue Jacks. Kurze Zeit später erfolgte die erste Umbenennung in Mark Four, denen auch John Dalton angehörte, der später als Bassist zu den Kinks wechselte. 1966 wurde der endgültige Name gefunden und ab diesem Zeitpunkt bestand die Band aus Sänger Kenny Pickett, Gitarrist Eddie Phillips, Bassist Bob Garner und Schlagzeuger Jack Jones. Ihr Manager war Tony Stratton-Smith, der spätere Gründer von Charisma Records. In England floppte die Gruppe, aber in Deutschland hatten sie um 1967 eine große Fangemeinde. Die Single Painter Man und das Debütalbum We are Paintermen erreichten dort hohe Platzierungen in den Hitparaden. Ähnlich wie The Who und The Kinks hatten The Creation einen harten Gitarrensound. Ihr Gitarrist Eddie Phillips gilt als einer der ersten Musiker, der die Gitarre mitunter mit einem Geigenbogen bearbeitete und damit bis dahin unbekannte Soundeffekte erzielte. Wegen interner Probleme stiegen Garner und Phillips 1967 aus, als Ersatz kamen Kim Gardner (Bass) und Ron Wood (Gitarre), die beide zuvor bei Santa Barbara Machine Head gespielt hatten.
Nachdem 1968 die Hits ausblieben, trennte sich die Band. Im Juni 1968 gab die Band ihr letztes Konzert in London.

## Weiterer Werdegang der Bandmitglieder
Kenny Pickett zog sich von der Bühne zurück, arbeitete als Tourmanager und Fahrer und schrieb Songs für andere Interpreten. Erst ab 1979 brachte er weitere Singles heraus, allerdings unter dem Namen Kennedy Express. Mit seinen Kompositionen waren zunächst Clive Dunn (Granded) und Blue Mink (Our World) recht erfolgreich. Mit der Discoversion von Painterman, gecovert von Boney M., gelang dem Autorenteam Pickett/Phillips ein unerwartet großer Erfolg. Ihr Song Teacher Teacher wurde 1980 von der englischen Band Rockpile eingespielt. Die englische Band The Woolpackers hat 1996 vier Songs vom Autorenteam Phillips/Garner für ihr Album Emmerdance übernommen.
Eddie Phillips arbeitete weiter als Songschreiber und veröffentlichte mehrere Singles und eine CD. Bob Garner war in den 1970er Jahren unter dem Namen Bobby Grand als Alleinunterhalter tätig. Jack Jones nahm einen bürgerlichen Beruf an. Kim Gardner gründete 1968 mit Tony Ashton und Roy Dyke das Trio Ashton, Gardner & Dyke. Nach deren Ende (1973) schloss er sich Badger an. Ron Wood ging zu den Faces und gehört seit 1975 zu den Rolling Stones. John Dalton war von 1969 bis 1976 Mitglied der Kinks.

## Reunion
Etwa 1984 wurden Aufnahmen für ein Album gemacht, das aber nicht auf den Markt kam. 1993 fand die Band noch einmal zusammen und nahm das Livealbum Lay The Ghost auf. Man war vom Zuspruch der Fans überrascht und versprach ein weiteres Studioalbum.
Im Jahr 1996 löste The Creation dieses Versprechen ein. Zusätzlich veröffentlichen sie beim englischen Label Creation, das seinen Namen nach der Band gewählt hatte, die Single Creation. Die Plattenfirma machte erfolgreich Werbung für Creation von The Creation auf Creation. Nach dem Erscheinen von Power Surge und Creation rückte ein Comeback in greifbare Nähe.
Der plötzliche Tod von Sänger Kenny Pickett am 10. Januar 1997 machte diese Pläne zunichte. Zwischenzeitlich ist auch der Bassist Kim Gardner am 24. Oktober 2001 verstorben.
2004 erschien das Album The Psychedelic Rose mit den unveröffentlichten Aufnahmen von 1984.

## Sonstiges
Die Band inspirierte in den 1980er Jahren mehrere Neo-Mod- und Indie-Pop-Bands, so benannten sich u. a. die britischen Formationen Makin’ Time und Biff Bang Pow um Alan McGhee nach frühen Songtiteln der Creation. McGhee war auch Gründer und Kopf des bekannten Indie-Pop-Plattenlabel Creation Records. Die englische Neo-Mod-Gruppe The Times nannte ihre Debütsingle Red With Purple Flashes, nach einem Pressezitat von Eddie Phillips, das dieser 1966 gegeben hatte, um den Pop-Art-Einfluss der Band zu unterstreichen.

## Diskografie

### Alben
- 1967: We Are Paintermen
- 1968: Re-Creation
- 1993: Lay the Ghost
- 1996: Power Surge
- 2017: Creation Theory (4CDs +DVD)

### Singles
| Jahr | Titel Album                   | Höchstplatzierung, Gesamtwochen, AuszeichnungChartplatzierungen (Jahr, Titel, Album, Platzierungen, Wochen, Auszeichnungen, Anmerkungen) | Höchstplatzierung, Gesamtwochen, AuszeichnungChartplatzierungen (Jahr, Titel, Album, Platzierungen, Wochen, Auszeichnungen, Anmerkungen) | Anmerkungen              |
| Jahr | Titel Album                   | DE | UK | Anmerkungen              |
| ---- | ----------------------------- | --- | --- | ------------------------ |
| 1966 | Making Time We Are Paintermen | — | UK49 (1 Wo.)UK | B-Seite: Try and Stop Me |
| 1967 | Painterman We Are Paintermen  | DE8 (16 Wo.)DE | UK36 (2 Wo.)UK | B-Seite: Biff Bang Pow   |
| 1967 | Tom Tom We Are Paintermen     | DE14 (10 Wo.)DE | — | B-Seite: Nightmares      |

### Weitere Singles
- 1967: How Does It Feel to Feel / If I Stay Too Long
- 1968: Cool Jerk / Life Is Just Beginning
- 1968: Bony Moronie / Mercy Mercy Mercy
- 1969: Midway Down / The Girls Are Naked
- 1969: For All That I Am / Uncle Bert
- 1994: Creation / Shock Horror

### Soloveröffentlichungen
Kennedy Express (Kenny Pickett)
- 1979: Little Lolita / Stop, Stop, Stop (Single)
- 1980: Is There Life on Earth / Stop, Stop, Stop (Single)

Eddie Phillips
- 1976: Limbo Jimbo / Change My Way (Single)
- 1977: City Woman / Duckin' and Weavin’ (Single)
- 1990: Riffmaster of the Western World (Album)